# SN 2011at
SN 2011at – supernowa typu Ia odkryta 10 marca 2011 roku w galaktyce M-02-24-27. W momencie odkrycia miała maksymalną jasność 14,50m.